# Kazimierz Wrześniewski
Kazimierz Andrzej Wrześniewski (ur. 3 marca 1936, zm. 8 listopada 2012 w Warszawie) – polski psycholog, wykładowca Uniwersytetu Warszawskiego.

## Życiorys
Ukończył w 1966 studia na Wydziale Psychologii i Pedagogiki Uniwersytetu Warszawskiego, w 1973 uzyskał pod kierunkiem Jerzego Kucha stopień doktora. W 1991 habilitował się na Wydziale Lekarskim Akademii Medycznej w Warszawie. Był wykładowcą akademickim Uniwersytetu Warszawskiego i Szkoły Wyższej Psychologii Społecznej oraz specjalistą w zakresie psychologii zdrowia, pełnił funkcję członka zarządu w "The European Health Psychology". Był autorem wielu felietonów i opracowań naukowych dotyczących psychologii zdrowia, współautorem książek i prac naukowych. Spoczywa na cmentarzu w Legionowie.

## Wybrane publikacje
- Psychologiczne problemy chorych z zawałem serca. Warszawa 1980, 1986, Wyd. PZWL.
- Wybrane zagadnienia lęku. Teoria i pomiar. Warszawa 1983, Wydawnictwo Warszawskiej Akademii Medycznej.
- Ryzyko chorób psychosomatycznych: środowisko i temperament a wzór zachowania A. Wrocław 1988, Wyd. Ossolineum, (współpraca z A.Eliasz).
- Anxiety: Recent developments in cognitive, psychophysiological and health research. Washington 1992, Wyd. Hemisphere, (wspólnie z D.G. Forgays, T. Sosnowski).
- Styl życia a zdrowie: Wzór zachowania A. Warszawa 1993, Wyd. Instytutu PAN.
- Choroba niedokrwienia serca, Gdańsk 2004, Wyd. Gdańskie Wydawnictwo Psychologiczne (wspólnie D. Włodarczyk).